# Château de Saint-Riveul
Le château de Saint-Riveul est un édifice du XVIIIe siècle situé en (Bretagne) à Plénée-Jugon (Côtes-d'Armor), inscrit à l'inventaire général du patrimoine culturel.

## Description
Le château est construit à proximité du bourg, l'avenue principale du château est actuellement bordée de lotissements modernes. La cour est fermée par deux ailes latérales de dépendances et par des douves alimentées par le ruisseau de Saint-Riveul sur lequel était implanté un moulin à dérivation. Le logis est bâti selon un plan en H construit autour d'un noyau ancien comprenant l'escalier à vis sans jour.

## Historique
Le château est construit au XVIIIe siècle (porte la date 1728), succédant à un manoir du XVIe siècle partiellement conservé, en particulier l'escalier et les murs adjacents. Les édifices successifs appartiennent depuis 1675 à la famille Du Rocher dont l'un des descendants Hubert du Rocher est un condisciple de Chateaubriand. La Révolution contraint la famille à l'exil et le château et ses dépendances sont vendus comme bien nationaux. Le colombier et le moulin, visibles sur le cadastre ancien en 1866 qui mentionne une métairie, sont détruits. La marquise de La Moussaye achète le château en 1850 et fait apposer ses armoiries sur le linteau central.
Plusieurs propriétaires se succèdent ensuite jusqu'à l'acquisition de la propriété en 1920 par le général Nudant, ancien président de la Commission interalliée permanente d'armistice, qui en fait sa résidence principale une fois admis dans la réserve à la fin de 1923. La famille Nudant quitte le manoir en 1939 pour ne plus y revenir. Pendant la guerre, la propriété est occupée par les troupes allemandes qui y installent une pièce d'artillerie. A leur départ l'édifice est presque détruit. Le château, vendu par les héritiers du général Nudant en 1960, reste en ruine et totalement délaissé pendant toute la seconde moitié du XXe siècle, une tentative de restauration ayant échoué au cours des années 1980.
Il faut attendre le rachat de la bâtisse en 2005 par la famille Jégu, originaire de Plénée-Jugon, pour voir les débuts d'une restauration partielle. En 2017, le château retrouve sa façade et sa toiture.